# ふ
ふ、フは、日本語の音節の一つであり、仮名の一つである。1モーラを形成する。五十音図において第6行第3段（は行う段）に位置する。清音の他、濁音（ぶ、ブ）と半濁音（ぷ、プ）を持つ。

## 概要

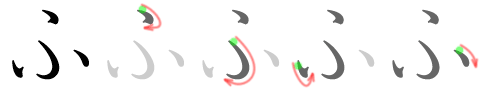
「ふ」の筆順

「フ」の筆順

- 現代標準語の音韻: 1子音と1母音「う」からなる音。子音は、次の通り。
  - 清音 「ふ」: 上下の唇を、うを発音するときのように中央を残して閉じ（突き出す必要はない）、隙間から息を摩擦させて通すときに出る無声音（無声両唇摩擦音[ɸ]）であり、ファ、フィ、フェ、フォなどの子音で、「は」などの子音の無声声門摩擦音[h]とは全く違う音である。
  - 濁音 「ぶ」: 両唇を閉じてから開く破裂音。有声子音。
  - 半濁音 「プ」: 両唇を閉じてから開く破裂音。無声子音。
  - 歴史的仮名遣いでは、文節のはじめ以外の「ふ」は「う」と発音する。「あ」の後の「ふ」は、「お」と発音することがある（例:あふひ = あおい（葵）、あふぐ = あおぐ（仰ぐ））
- 五十音順: 第28位。
- いろは順: 第32位。「け」の次。「こ」の前。
- 平仮名「ふ」の字形: 「不」の草体
- 片仮名「フ」の字形: 「不」の左上の部分 (若しくは最初の2画。『広辞苑』第6版より)
  - ふ: fu。訓令式などではhu
  - ぶ: bu
  - ぷ: pu
- 点字:
- 通話表: 「富士山のフ」
- モールス信号: －－・・
- 手旗信号：9

- 変体仮名: 𛂰𛂱𛂲
- 台湾語仮名は「f-」唇歯音がなく、「フ」の発音は「hu」となる。
- 発音: ふ[ヘルプ/ファイル]

## ふ に関わる諸事項
- あ行の文字を後続させて、ふの子音と他の母音を合わせた音を表す。このとき、後続するあ行の文字は拗音同様、一般に小さく書く。これらの音のローマ字は一般にfa、fi、fe、foとなる。
- このように「ふ」も含め、ローマ字に「f」を使い、外国語の/f/の発音を音写するが、唇歯摩擦音である/f/と無声両唇摩擦音である「ふ」の子音(ɸ)とは別の音である。
- 無声鼻腔摩擦音を「ふ」で表すことがある（例：「ふん」と鼻で笑う）。
- 平仮名の「ふ」は、のように上が離れる字体とのように続く字体がある。
- は行の中で調音点が異なっている。「は、へ、ほ」と同じ調音点で発音すると[hu]となるが、これは日本語にはない音であり、対応する文字もないが、外来語などでは便宜上「フ」と書かれる（ダックスフント、フンメルなど）。
- 福島県旗・福岡県旗は平仮名の「ふ」を図案化したものがデザインされている。